# Obra
Pour les articles homonymes, voir Obra (homonymie).
L’Obra est une rivière de l’ouest de la Pologne. Elle est un affluent de la rive gauche de la Warta et donc un sous-affluent de l'Oder.

## Géographie
L’Obra a une longueur de 164 km et son bassin hydrographique recouvre une superficie de 2 758 km2. Sa source se trouve au sud-ouest de la ville de Jarocin. Elle rejoint la Warta un peu en aval de Skwierzyna. Le cours d’eau relie plusieurs lacs. La pratique du kayak est très développée sur l’Obra.
De l’amont vers l’aval, l’Obra traverse les villes suivantes :
- Kościan
- Zbąszyń
- Trzciel
- Międzyrzecz
- Bledzew
- Skwierzyna